# 대한민국 형법 제94조
대한민국 형법 제94조는 모병이적죄에 관한 형법 각칙의 조문이다. 

## 조문
제94조 【모병이적】
① 적국을 위하여 모병한 자는 사형 또는 무기징역에 처한다.
② 전항의 모병에 응한 자는 무기 또는 5년 이상의 징역에 처한다.

## 해설
- 미수범은 처벌하며 (→형법 제100조), 예비·음모, 선동·선전 행위 또한 처벌한다. (→형법 제101조)